# Rock and Roll Machine
Rock and Roll Machine è il secondo album del gruppo musicale Triumph, pubblicato nel 1977.

## Tracce
1. "Takes Time" (Emmett, Moore, Levine) – 3:48
2. "Bringing it on Home"  (Emmett, Levine) – 4:38
3. "Rocky Mountain Way" (Rocke Grace, Kenny Passarelli, Joe Vitale, Joe Walsh) – 4:07
4. "Street Fighter Man" (Moore) – 3:28
5. "Street Fighter Man (Reprise)" (Moore) – 3:03
6. "24 Hours A Day" (Emmett) – 4:28
7. "Blinding Light Show, Moonchild" (Emmett, Broackway, Young) – 8:44
8. "Rock and Roll Machine" (Moore) – 6:58

## Formazione
- Gil Moore - batteria, voce
- Mike Levine - basso, tastiera, cori
- Rik Emmett - chitarra, voce